# Kinder Choco Fresh
Kinder Choco Fresh ist ein Süßwarenprodukt des Ferrero-Konzerns, das 2000 auf den deutschen Markt kam. Es handelt sich um einen 20,5 Gramm schweren Schokoriegel, der mit einer Milch-Haselnuss-Zucker-Creme gefüllt ist.

## Bestandteile
Die Inhaltsstoffe von Kinder Choco Fresh sind:
- 42 % Vollmilchschokolade, bestehend aus
  - Zucker
  - Kakaobutter
  - Vollmilchpulver
  - Kakaomasse
  - Sojalecithin
  - Vanillin
- 14 % Haselnüsse
- pflanzliche Fette
- Zucker
- frische Vollmilch
- Magermilchpulver
- Kakaobutter
- Butterreinfett
- Mono- und Diglyceride von Speisefettsäuren
- Vanillin

## Präsentation
Bis 2005 trug das Produkt den Namen Prof. Rino. Nach der Umbenennung wurde das Logo geändert, der Slogan Ich bin Schokoknacker und Milchschaumschlürfer wird nicht mehr verwendet. Von 2000 bis 2018 war Kinder Choco Fresh andeutungsweise wie ein Nashorn geformt, ab dem 1. Februar 2019 wurde dieses Aussehen durch zwei miteinander verbundene Kammern, ähnlich der bei Schokoriegeln üblichen Form, ersetzt. Zudem hat sich das Gewicht pro Riegel um 0,5 g reduziert.

## Kritik
Aufgrund des Zuckergehalts von 39,7 Gramm pro 100 Gramm wurde Kinder Choco Fresh im Jahr 2009 Sieger der Aktion DSDZ (Deutschland sucht die größte Zuckerbombe) von Foodwatch, bei der die zehn an Kinder gerichteten Milchprodukte mit dem höchsten Zuckeranteil ermittelt wurden.